# Казањ арена
Казањ арена (рус. Казань Арена) фудбалски је стадион на коме своје утакмице игра Рубин. Капацитет је 45.379 гледалаца. На овом стадиону су се играле утакмице Купа конфедерација 2017. године. Предвиђено је да се одиграју четири утакмице у групној фази и две у елиминационој фази Светског првенства у фудбалу 2018. године. На спољашњим зидовима стадиона налази се највећи екран на отвореном у Европи.

## Куп конфедерација у фудбалу 2017.
| Датум        | Време | Тим #1      | Резултат         | Тим #2  | Група      | Број посетилаца |
| ------------ | ----- | ----------- | ---------------- | ------- | ---------- | --------------- |
| 18. јун 2017 | 18:00 | Португалија | 2 : 2            | Мексико | Група А    | 34.372          |
| 22. јун 2017 | 21:00 | Немачка     | 1 : 1            | Чиле    | Група Б    | 38.222          |
| 24. јун 2017 | 18:00 | Мексико     | 2 : 1            | Русија  | Група А    | 41.585          |
| 28. јун 2017 | 21:00 | Португалија | 0 : 0 (0:3 пен.) | Чиле    | Полуфинале | 40.855          |

## ФИФА Светско првенство 2018.
| Датум         | Време | Тим #1       | Резултат | Тим #2     | Група         | Број посетилаца |
| ------------- | ----- | ------------ | -------- | ---------- | ------------- | --------------- |
| 16. јун 2018. | 13:00 | Француска    | 2 : 1    | Аустралија | Група Ц       | 41.279          |
| 20. јун 2018. | 21:00 | Иран         | 0 : 1    | Шпанија    | Група Б       | 42.718          |
| 24. јун 2018. | 21:00 | Пољска       | 0 : 3    | Колумбија  | Група Х       | 42.873          |
| 27. јун 2018. | 17:00 | Јужна Кореја | 2 : 0    | Немачка    | Група Ф       | 41.835          |
| 30. јун 2018. | 17:00 | Француска    | 4 : 3    | Аргентина  | Осмина финала | 42.873          |
| 6. јул 2018.  | 21:00 | Бразил       | 1 : 2    | Белгија    | Четвртфинале  | 42.873          |